# DNA測序
DNA测序（DNA sequencing）又稱DNA定序，是指分析特定DNA片段的碱基序列，也就是腺嘌呤（A）、胸腺嘧啶（T）、胞嘧啶（C）與鳥嘌呤（G）的排列方式。快速的DNA测序方法的出现极大地推动了生物学和医学的研究和发现。
在基础生物学研究中，和在众多的应用领域，如诊断，生物技术，法医生物学，生物系统学中，DNA序列知识已成为不可缺少的知识。具有现代的DNA测序技术的快速测序速度已经有助于达到测序完整的DNA序列，或多种类型的基因组测序和生命物种，包括人类基因组和其他许多动物，植物和微生物物种的完整DNA序列。
RNA測序則通常将RNA提取后，反转录为DNA后使用DNA测序的方法进行测序。目前应用最广泛的是由弗雷德里克·桑格发明的桑格測序。新的测序方法，例如454生物科学的方法和焦磷酸测序法。

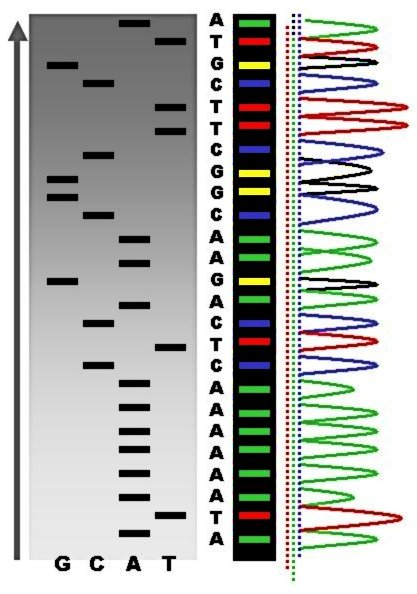
自动化chain-termination DNA测序结果的一个例子。

## 应用
DNA测序可用于确定任何生物的单个基因的序列，较大的遗传区域（即基因簇或操纵子的簇），完整的染色体或整个基因组。 DNA测序也是对RNA或蛋白质进行测序的最有效方法（通过对开放阅读框测序）。目前，DNA测序已成为生物学和其他科学领域（如医学，法医学或人类学等）的关键技术。

### 分子生物学
在分子生物学中，DNA测序可被用于研究基因组及其编码的蛋白质。利用测序获得的信息，科研人员能够识别基因的变化，基因与疾病和表型的关联，并确定潜在的药物靶点。

### 演化生物学
由于DNA是携带有遗传信息的大分子，在演化生物学中，DNA测序被用于研究不同生物体之间的相关性以及它们是如何演化的。

### 宏基因组学（或元基因组学）
宏基因组学是一门直接取得环境中所有遗传物质的研究。环境包括但不限于水体，污水，污垢，从空气中过滤出的碎片或者从生物体采集的样本。了解在特定环境中存在哪些生物体对于生态学，流行病学，微生物学和其他领域的研究至关重要。DNA测序使研究人员能够确定微生物群中可能存在哪些类型的微生物。

### 医学
医疗人员可通过对患者基因（基因组）的测序结果确定该患者是否有携带遗传性疾病的风险。需要注意的是，该方法属于基因检测，有些基因检测不会用到DNA测序技术。

### 法医学
DNA测序可以与DNA图谱鉴定（基因指纹分析）一起用于法医鉴定和亲子鉴定。 DNA测试在过去的几十年中发展迅猛，目前已能够做到将DNA鉴定结果与被调查对象联系起来。指纹，唾液，毛囊等中的DNA特征可以将不同的生物体进行区分。测试DNA是一种可以检测DNA链中特定基因组并生成唯一的个性化DNA模型的技术。每一种有机体都有其DNA特征，并可以通过DNA测试来确定。两个人具有完全相同的DNA特征是非常罕见的，因此保证了DNA测试的成功。

## 历史

### DNA结构与功能的发现

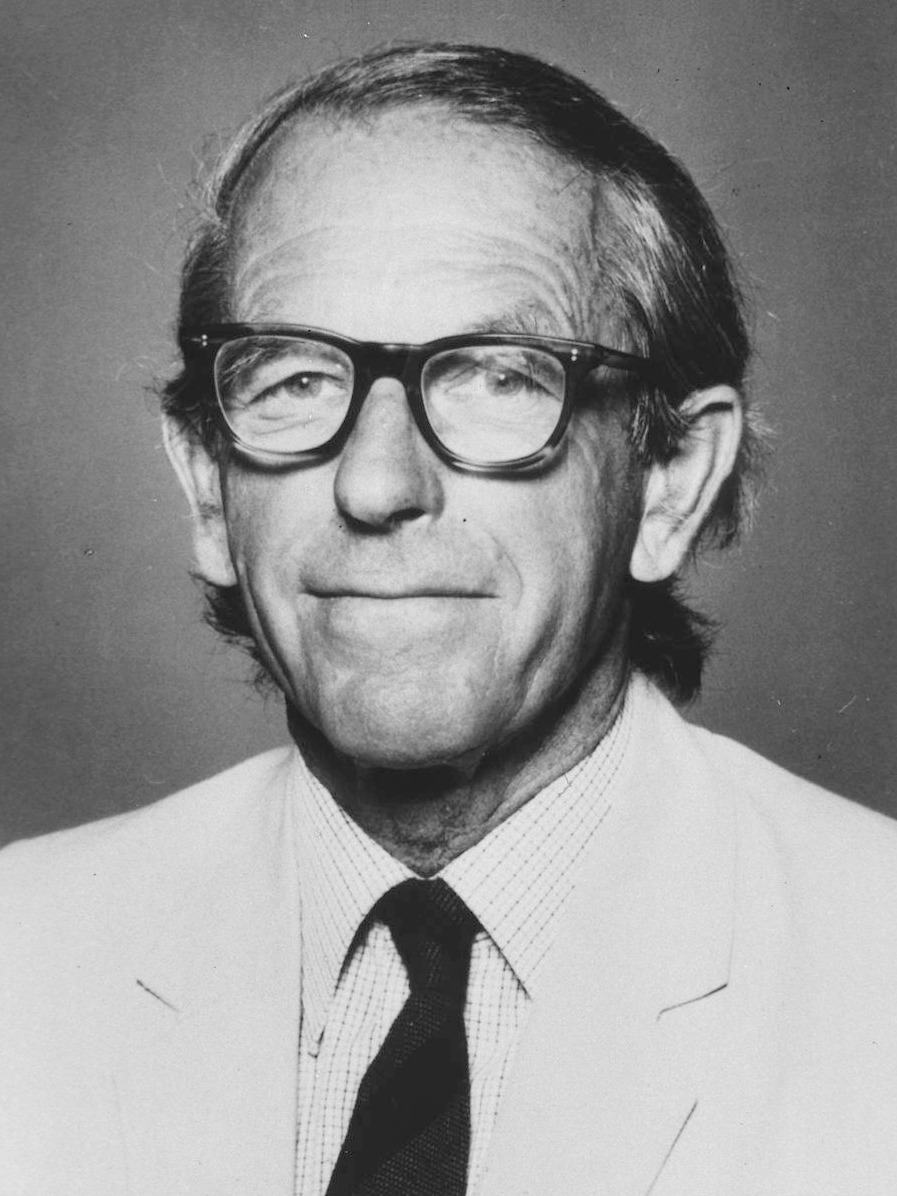
弗雷德里克·桑格，DNA测序的先驱者。桑格是少数获得两项诺贝尔奖的科学家之一，其中一项为蛋白质测序，另一项为DNA测序。

脱氧核糖核酸（DNA）最早在1869年由Friedrich Miescher发现并分离出来，但由于当时普遍认为遗传信息保存于蛋白质而不是DNA中，因此在过去几十年中DNA一直没有得到充分研究。1944年，由于Oswald Avery，Colin MacLeod和Maclyn McCarty的一些实验表明，纯化的DNA可以将一种细菌变成另一种细菌，这种情况才发生了变化。这也是首次DNA显示出改变细胞特性的能力。
1953年，James Watson和Francis Crick根据Rosalind Franklin研究的结晶X射线结构提出了他们的双螺旋DNA模型。根据该模型，DNA由彼此缠绕的两条核苷酸链组成，通过氢键连接在一起并以相反方向运行。每条链由四个互补的核苷酸组成：腺嘌呤（A），胞嘧啶（C），鸟嘌呤（G）和胸腺嘧啶（T），其中A与T配对，C与G配对。他们提出的这种结构，使得每条单链都可被用于重建另一条链，并且让遗传信息代代相传。
对蛋白质进行测序的基础首先由弗雷德里克·桑格（Frederick Sanger）的工作奠定，他于1955年完成了胰岛素（胰腺分泌的一种蛋白质）中所有氨基酸序列的测序工作。这是首个确凿的证据证明蛋白质是具有特定分子模式的化学实体，而不是悬浮在流体中的随机混合物。桑格在胰岛素测序方面的成功使得X射线晶体学家大为振奋，包括沃森和克里克，他们现在正试图理解DNA如何指导细胞内蛋白质的形成。在1954年10月弗雷德里克·桑格出席一系列讲座后不久，克里克开始发展一种理论，认为DNA中核苷酸的排列决定了蛋白质中氨基酸的序列，从而帮助确定蛋白质的功能。他于1958年发表了这一理论。

### RNA测序
RNA测序是最早的核苷酸测序形式之一。 RNA测序的主要标志是1972年和1976年Walter Fiers及其同事在根特大学（根特，比利时）确定并发表的第一个完整基因序列和噬菌体MS2的完整基因组。传统的RNA测序方法需要创建一个用于测序的互补cDNA（complementary DNA）分子。

### 早期的DNA测序方法
确定DNA序列的第一种方法涉及由康奈尔大学的吴瑞于1970年建立的位置特异性引物延伸策略。 DNA聚合酶催化和特定核苷酸标记，这两者在当前的测序方案中都很重要，用于对λ噬菌体DNA的粘性末端进行测序。在1970年至1973年间，吴瑞、R Padmanabhan及其同事证明，该方法可用于使用合成的位置特异性引物确定任何DNA序列。随后弗雷德里克·桑格(Frederick Sanger)采用这种引物延伸策略在英国剑桥的英國醫學研究委員會(MRC)中心开发了更快速的DNA测序方法，并于1977年发表了“使用链终止抑制剂进行DNA测序”的方法。

### 全基因组测序

Φ-X174噬菌體的5,386 bp基因組。每個彩色塊代表一個基因。

第一个完整的DNA基因组测序是在1977年Φ-X174噬菌體（Phage Φ-X174）的测序工作。医学研究委员会的科学家在1984年破译了Epstein-Barr病毒的完整DNA序列，发现它含有172,282个核苷酸。 该序列的完成标志着DNA测序的一个重要转折点，它在没有病毒基因谱知识的情况下实现了DNA测序。
20世纪80年代初，Pohl及其同事开发了一种在电泳时将测序反应混合物的DNA分子转移到固定基质上的非放射性方法。随后GATC Biotech公司的DNA测序仪“Direct-Blotting-Electrophoresis-System GATC 1500”商业化，该测序仪在EU基因组测序程序的框架以及酵母酿酒酵母染色体II的完整DNA序列中广泛使用。加利福尼亚理工学院的Leroy E. Hood实验室于1986年宣布了第一台半自动DNA测序机。随后，Applied Biosystems在1987年推出了第一台全自动测序仪ABI 370。以及Dupont公司的Genesis 2000，该仪器使用了一种新的荧光标记技术，可在单一泳道中识别所有四个双脱氧核苷酸。到1990年，美国国立卫生研究院（NIH）已开始对支原体，大肠杆菌，秀丽隐杆线虫和酿酒酵母进行大规模测序实验，费用为每个碱基0.75美元。同时，人类cDNA序列的测序始于Craig Venter的实验室，试图获取人类基因组的编码部分。 1995年，Venter，Hamilton Smith及其基因组研究所（TIGR）的同事发表了第一个完整的自由生物体细菌流感嗜血杆菌（Haemophilus influenzae）的基因组。该环形染色体中含有1,830,137个碱基，其在《科学》杂志中的发表标志着全基因组鸟枪法测序的首次公开使用，摆脱了初始绘制工作的需要。

### 高通量測序(HTS)方法

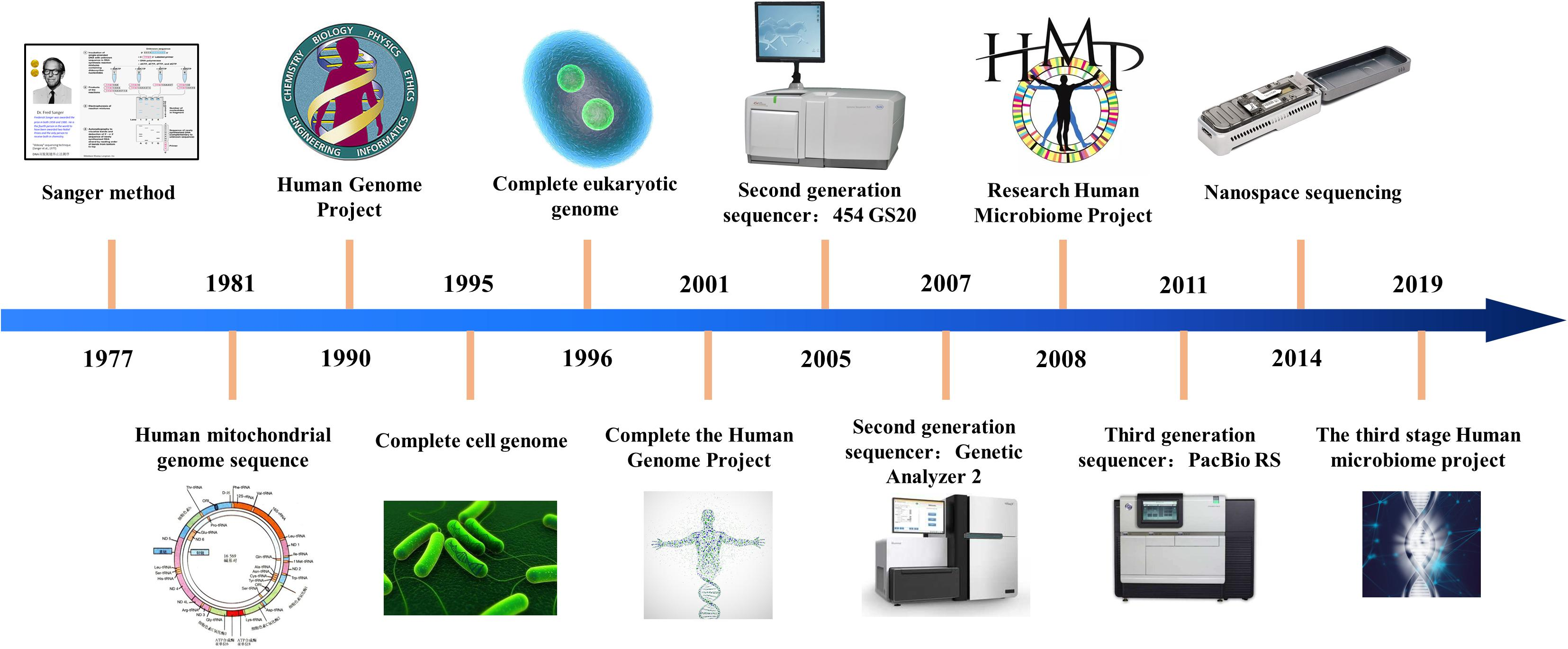
測序技術的歷史

1990年代中後期開發了幾種新的DNA測序方法，並於 2000年在商業DNA測序儀中實施。這些方法統稱為“下一代”或“第二代”測序 (NGS) 方法，以便將它們與包括桑格测序在內的早期方法區分開來。 與第一代測序相比，NGS 技術的典型特徵是高度可擴展，允許一次對整個基因組進行測序。通常，這是通過將基因組片段化成小塊、隨機採樣片段並使用多種技術之一對其進行測序來實現的，例如下面描述的那些。 整個基因組測序是可能的，因為在一個自動化過程中同時對多個片段進行測序（命名為“大規模並行”測序）。
1990年10月26日，钱永健、Pepi Ross、Margaret Fahnestock 和 Allan J Johnston 提交了一項專利，描述了在 DNA 陣列（印跡和單個 DNA 分子）上使用可移除的 3' 阻斷劑進行逐步（“鹼基對鹼基”）測序。  1996 年，斯德哥爾摩皇家理工學院的波尔·尼伦(Pål Nyrén) 和他的學生穆斯塔法·罗纳吉(Mostafa Ronaghi)發表了他們的焦磷酸測序方法。
1997年4月1日，Pascal Mayer和Laurent Farinelli 向世界知識產權組織提交了描述DNA菌落測序的專利。 本專利中描述的DNA樣品製備和隨機表面聚合酶链式反应 (PCR) 陣列方法，與钱永健等人的“鹼基對鹼基”測序方法相結合，現已在Illumina公司的Hi-Seq基因組測序儀中實施。

## 基本方法

### Maxam-Gilbert测序法
马克萨姆-吉尔伯特测序（英语：Maxam-Gilbert sequencing）是一项由阿伦·马克萨姆与沃尔特·吉尔伯特于1976～1977年间开发的DNA测序方法。此项方法基于：对核鹼基特异性地进行局部化学改性，接下来在改性核苷酸毗邻的位点处DNA骨架发生断裂。

### Sanger测序法
Sanger（桑格）双脱氧链终止法是弗雷德里克·桑格（Frederick Sanger）于1975年发明的。测序过程需要先做一个聚合酶连锁反应（PCR）。PCR过程中，双脱氧核苷酸可能随机地被加入到正在合成中的DNA片段里。由于双脱氧核糖核苷酸又少了一个氧原子，一旦它被加入到DNA链上，这个DNA链就不能继续增加长度。最终的结果是获得所有可能获得的、不同长度的DNA片段。目前最普遍最先进的方法，是将双脱氧核糖核苷酸进行不同荧光标记。将PCR反应获得的总DNA通过毛细管电泳分离，跑到最末端的DNA就可以在激光的作用下发出荧光。由于ddATP, ddGTP, ddCTP, ddTTP（4种双脱氧核糖核苷酸）荧光标记不同，计算机可以自动根据颜色判断该位置上碱基究竟是A，T，G，C中的哪一个。

## 高级方法和de novo测序法

### 霰彈槍定序法
霰彈槍定序法（shotgun sequencing，又称鸟枪法）是一种广泛使用的为较长DNA测序的方法。它比傳統的定序法快速，但精確度較差。霰彈槍定序法曾經使用於塞雷拉基因組（Celera Genomics）公司所主持的人類基因組计划。

## 新一代测序
随着人们对低成本测序的需求与日俱增，推动了高通量测序（high-throughput sequencing）的发展，此技术又称为二代测序（second generation sequencing）、新一代测序（next-generation sequencing）、次世代测序、大规模平行测序（massively parallel signature sequencing，MPSS），即边合成边测序，一次可以对几十万至数亿条DNA模板同时进行序列测定。这些技术对测序过程采多路复用，同时产生上千或上百万条序列。高通量测序技术的目的是降低DNA测序的成本，这个成本比同样可实现测序的染料终止法来得低得多。超高通量测序过程中可同时运行高达500,000次的边合成边测序。

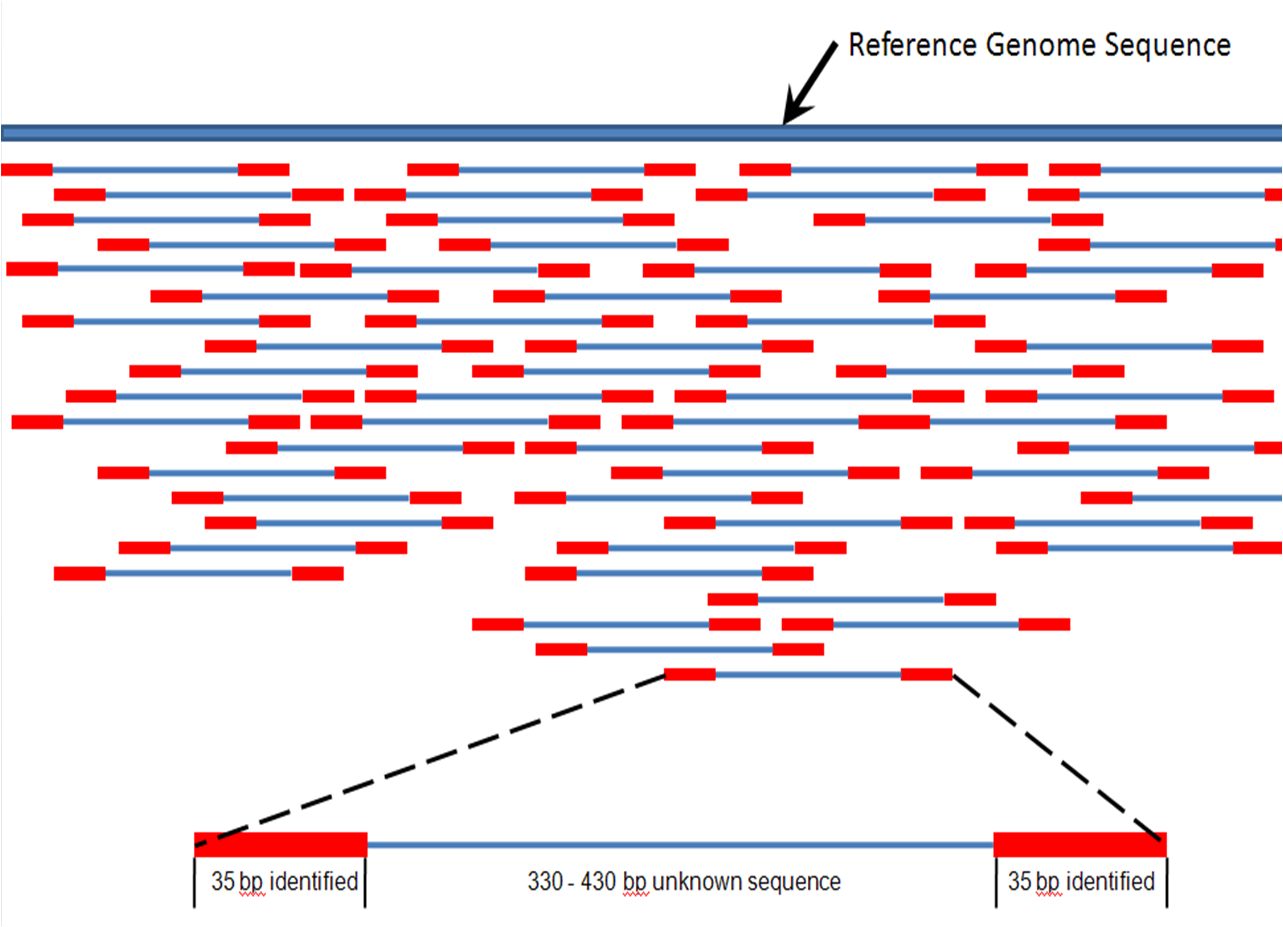
新世代技術利用電腦科技，需要根据多个片段序列所重叠的区域，将它们全部组装起来。

| 方法                       | 单分子实时测序（Pacific Bio）                                               | 离子半导体（Ion Torrent sequencing） | 焦磷酸测序（454）                       | 边合成边测序（Illumina）                                                                   | 边连接边测序（SOLiD sequencing）                                       | 链终止法（Sanger sequencing）                                  |
| -------------------------- | --------------------------------------------------------------------------- | ------------------------------------ | --------------------------------------- | ------------------------------------------------------------------------------------------ | ---------------------------------------------------------------------- | -------------------------------------------------------------- |
| 读长                       | 5,500 bp to 8,500 bp avg (10,000 bp N50); maximum read length >30,000 bases | up to 400 bp                         | 700 bp                                  | 50 to 300 bp                                                                               | 50+35 or 50+50 bp                                                      | 400 to 900 bp                                                  |
| 精确度                     | 99.999% consensus accuracy; 87% single-read accuracy                        | 98%                                  | 99.9%                                   | 98%                                                                                        | 99.9%                                                                  | 99.9%                                                          |
| 每次运行可获取读段数       | 50,000 per SMRT cell, or ~400 megabases                                     | up to 80 million                     | 1 million                               | up to 3 billion                                                                            | 1.2 to 1.4 billion                                                     | N/A                                                            |
| 每次运行耗时               | 30 minutes to 2 hours                                                       | 2 hours                              | 24 hours                                | 1 to 10 days, depending upon sequencer and specified read length                           | 1 to 2 weeks                                                           | 20 minutes to 3 hours                                          |
| 每百万碱基所耗成本（美元） | $0.33-$1.00                                                                 | $1                                   | $10                                     | $0.05 to $0.15                                                                             | $0.13                                                                  | $2400                                                          |
| 优势                       | Longest read length. Fast. Detects 4mC, 5mC, 6mA.                           | Less expensive equipment. Fast.      | Long read size. Fast.                   | Potential for high sequence yield, depending upon sequencer model and desired application. | Low cost per base.                                                     | Long individual reads. Useful for many applications.           |
| 劣势                       | Moderate throughput. Equipment can be very expensive.                       | Homopolymer errors.                  | Runs are expensive. Homopolymer errors. | Equipment can be very expensive. Requires high concentrations of DNA.                      | Slower than other methods. Have issue sequencing palindromic sequence. | More expensive and impractical for larger sequencing projects. |

### 454生物科学和焦磷酸测序法
454测序法由454生物科学发明，是一个类似焦磷酸测序法的新方法。2003年向GenBank提交了一个腺病毒全序列，使得他们的技术成为Sanger测序法后第一个被用来测生物基因组全序列的新方法。454使用类似于焦磷酸测序的方法，有着相当高的读取速度，大约为5小时可以测两千万碱基对。

## 正在开发的测序法

### 高通量测序
高通量测序能一次对几十到几百万DNA分子进行序列测定。